# Minoría Vasco-Navarra
La Minoría Vasco-Navarra fue el nombre que adoptó el grupo parlamentario constituido por los diputados vasco-navarros elegidos en las elecciones generales españolas del 28 de junio de 1931, que reunía la candidatura Pro Estatuto Vasco de Vizcaya y Guipúzcoa, el Bloque Católico-Fuerista de Navarra y Álava, y otros diputados católicos independientes. Estas candidaturas, llamadas también en su conjunto coalición o bloque católico-fuerista, incluían a todos los partidos y personalidades católicas del País Vasco-Navarro (salvo en Álava, donde nacionalistas vascos y carlistas no lograron acuerdo): Comunión Tradicionalista, Partido Nacionalista Vasco y católicos independientes.

## Composición
Existían cinco circunscripciones, ya que Vizcaya se dividía en dos, Vizcaya-provincia y Vizcaya-capital. Según la Ley Electoral de la Segunda República Española se escogía mediante un sistema mayoritario pero se reservaba aproximadamente el 20% de los escaños para la minoría más importante. Los escaños elegidos por circunscripción y la distribución mayoría/minoría puede verse en la siguiente tabla:
| Circunscripción   | Número total de escaños | Escaños para la mayoría | Escaños para la minoría |
| ----------------- | ----------------------- | ----------------------- | ----------------------- |
| Vizcaya-capital   | 6                       | 4                       | 2                       |
| Vizcaya-provincia | 3                       | 2                       | 1                       |
| Guipúzcoa         | 6                       | 4                       | 2                       |
| Álava             | 2                       | 1                       | 1                       |
| Navarra           | 7                       | 5                       | 2                       |
| Total             | 24                      | 16                      | 8                       |

Los resultados electorales fueron dispares dependiendo de las circunscripciones:
- Navarra

La coalición católico-fuerista consiguió el triunfo logrando cinco de los siete diputados en liza. La conjunción republicano-socialista consigue dos diputados reservados a las minorías.
- - Miguel Gortari, católico (se presenta como independiente), con 46.925 votos, el 53,1% del electorado y 63,6% de los votos.
  - Rafael Aizpún, católico (se presenta como independiente), próximo a los alfonsinos, con 46.699 votos, 52,8% del electorado y 63,3% de los votos.
  - José Antonio Aguirre, del PNV con 46.419 votos 52,5% del electorado y 62,9% de los votos.
  - Joaquín Beunza, jaimista, con 46.102 votos, 52% del electorado y 62,5% de los votos.
  - Tomás Domínguez, jaimista, con 45.940 votos 30,7% del electorado y 62,2% de los votos.

- Álava

En Álava los católico-fueristas consiguieron uno de los dos diputados que se elegían en la provincia, quedando en segundo lugar tras el candidato republicano:
- - José Luis de Oriol y Urigüen, tradicionalista, con 8.016 votos.

- Guipúzcoa

En Guipúzcoa los católico-fueristas obtuvieron también el triunfo en la provincia, consiguiendo cuatro de los seis diputados que se elegían:
- - Antonio Pildain Zapiain, canónigo (se presenta como independiente), con 35.942 votos.
  - Rafael Picavea Leguía, católico (se presenta como independiente), con 35.937 votos.
  - Jesús María de Leizaola Sánchez, del PNV, con 35.901 votos.
  - Julio Urquijo Ibarra, jaimista, con 35819 votos.

- Vizcaya-capital y Vizcaya-provincia

Vizcaya-capital vio el triunfo de la Conjunción Republicano-Socialista. La candidatura estatutista obtuvo los dos escaños de las minorías. En Vizcaya-provincia: "copo" de la candidatura estatutista (los tres escaños de la circunscripción).
Así pues, en Vizcaya, la candidatura Pro Estatuto obtuvo cinco de los nueve escaños en juego:
- - Francisco Basterrechea Zaldívar, del PNV, con 14.601 votos.
  - Manuel Robles Aranguiz, del PNV, con 19.527 votos.
  - José Horn Areilza, del PNV, con 23.540 votos.
  - Manuel de Eguileor Orueta, del PNV, con 23.319 votos.
  - Marcelino Oreja Elósegui, tradicionalista, con 15.982 votos.

En conclusión, se trataba de 15 diputados (de los 24 que se elegían en las cuatro provincias) de las siguientes procedencias:
- Seis diputados del Partido Nacionalista Vasco: Francisco Basterrechea Zaldívar y Manuel Robles Aranguiz (elegido en elección parcial el 4 de octubre, tras abandonar José Antonio Aguirre su acta por Vizcaya, ya que había sido elegido también en Navarra en junio) por Vizcaya-provincia, José Horn Areilza y Manuel de Eguileor Orueta por Vizcaya-capital, Jesús María de Leizaola Sánchez por Guipúzcoa, y José Antonio Aguirre Lecube por Navarra.

- Cinco diputados de Comunión Tradicionalista: Marcelino Oreja Elósegui por Vizcaya-provincia, José Luis de Oriol y Urigüen por Álava, Julio Urquijo Ibarra por Guipúzcoa y Joaquín Beunza Redín y el conde de Rodezno por Navarra.

- Cuatro católicos de varias tendencias: Rafael Picavea Leguía y Antonio Pildain Zapiain por Guipúzcoa, Miguel Gortari Errea y Rafael Aizpún Santafé por Navarra.

## Desarrollo
Se reunieron por primera vez en el Hotel Londres de San Sebastián el 5 de julio de 1931, siendo designados Joaquín Beunza como portavoz de la minoría y José Antonio Aguirre como secretario. El grupo adoptó el nombre de Minoría Vasco-Navarra pro Estatuto. Todos sus miembros mantuvieron unos puntos programáticos comunes: defensa del confesionalismo católico, reintegración foral plena y apoyo al estatuto de Estella. Adoptaron el nombre de Minoría Vasco-Navarra.
El 12 de julio de 1931 organizaron una multitudinaria concentración en Guernica y marcharon a Madrid con el propósito de defender el Estatuto de Estella y la religión católica. Jesús María de Leizaola Sánchez fue elegido representante del grupo en la Comisión Constitucional creada el 28 de julio. Los discursos de los participantes fueron especialmente beligerantes con el régimen republicano, sobre todo los de los diputados no nacionalistas vascos, en aras de su integrismo religioso, que planteaban un Estado vasco autónomo en el que se resguardasen los valores tradicionales ante el embate anticlerical del Estado republicano. Esta beligerancia causó la hostilidad del resto de fuerzas políticas de las Cortes españolas y de la opinión pública republicana, que les calificó de "vasco-romanos", "trogloditas" y "carvernícolas", y contribuyó a identificar los valores de las derechas vascas, antirrepublicanismo y clericalismo, con Vasconia.
Entre julio y agosto de 1931, la Minoría trató de llegar a acuerdos con republicanos federales, la Esquerra catalana y la Federación Republicana Gallega para conseguir la aprobación de los respectivos estatutos. El acuerdo no cuajó debido a las distancias ideológicas entre las distintas fuerzas, especialmente en el tema religioso. La única fuerza con la que mantenían coincidencias era con agrarios, pero el ferviente centralismo de estos imposibilitó cualquier acuerdo. Las primeras intervenciones de los diputados de la Minoría se centraron en reclamar el cambio de las Comisiones Gestoras de las diputaciones y en la cuestión religiosa.
En el debate de totalidad del proyecto de Constitución de 1931 que se desarrolló entre el 27 de agosto y el 9 de septiembre de 1931 el portavoz de la Minoría vasco-navarra, el diputado del Partido Nacionalista Vasco, Jesús María de Leizaola señaló que "por primera vez en la historia constitucional se puede decir que en unas Cortes se encuentra presente la integridad de la representación política del pueblo vasco; dividido, eso sí, en un grupo mayoritario que componemos nosotros, y en una minoría que se encuentra distribuida por esos bancos". Y a continuación destacó que el proyecto de Constitución admitía

el dar cauce a la aspiración vasca fundamental que consiste desde hace noventa y dos años, en ver restaurada, como cuerpo político propio, aquella personalidad políticamente existente, de una manera efectiva, con poderes efectivos, hasta 1839

Pero después se mostró muy crítico con el proyecto de Constitución, especialmente con la proclamación de la aconfesionalidad del Estado porque "en el pueblo vasco sigue en pie la voluntad de permanecer fiel a su secular fisonomía espiritual, y que no pide sino que se reconozca su personalidad para llevar adelante la plena expansión de su cultura". Seguidamente señaló que "este texto constitucional cercena, entre otras cosas, la libertad de enseñanza, la libertad de asociación y el derecho de los padres de familia a dirigir la educación de sus hijos". En esa misma línea se manifestó en contra del divorcio porque "el matrimonio es una institución de sacrificio... una cruz inevitable, es un sacrificio que santifica". Por último hizo un alegato en defensa de la religión y la Iglesia católica, la familia y la propiedad, amenazadas, a su juicio, por el proyecto constitucional:

Habéis puesto ahí muy bien la mina para atacar a la religión y la mecha encendida y preparada para ello; habéis preparado también un barreno que hará saltar la familia; os habéis acordado igualmente, de poner en manos del Estado la piqueta y la obligación de manejarla, aunque la tarea sea lenta y fatigosa, para acabar con la propiedad privada, pero nada se ve que hagáis para alzar o edificar

El 22 de septiembre 420 alcaldes vasconavarros presentaron el Estatuto al presidente de la República, Niceto Alcalá Zamora, el cual señaló que la aprobación de estatutos sólo podía hacerse según las condiciones del Pacto de San Sebastián (que incluían un plebiscito previo, no efectuado en el caso vasconavarro) o según el proceso constitucional, aún no regulado. Tres días después se aprobaba el artículo 1.º ("La República constituye un Estado integral, compatible con la autonomía de Municipios y Regiones") y el título I de la Constitución republicana. Las enmiendas de la Minoría Vasco-Navarra, tratando de arrebatar a la República la regulación de las relaciones Iglesia-Estado, fueron derrotadas, lo que hizo totalmente inconstitucional al Estatuto de Estella. Los diputados de la Minoría declararon que aceptarían la "carta autonómica que las circunstancias permitan sin perjuicio de mantener el derecho de nuestro pueblo a la reivindicación plena de sus libertades forales".
Aun cuando el estatuto de Estella ni siquiera llegó a ser votado a las Cortes, el grupo parlamentario siguió existiendo. Sin embargo, sus miembros, junto con la Minoría Agraria, abandonaron las Cortes el 13 de octubre de 1931 como protesta por la aprobación de los artículos 24 y 26 de la Constitución española de 1931, referentes a la cuestión religiosa, y no volvieron hasta que fue aprobada la Constitución el 9 de diciembre.
Con el manifiesto que las dos minorías publicaron conjuntamente el 15 de octubre iniciaron una campaña de movilizaciones y de protestas de los católicos a favor de la revisión de la Constitución.

La intransigencia de las Cortes y su divorcio del sentir del pueblo, manifestados en el criterio relativo a la propiedad, la familia, la enseñanza y aun a los fundamentos mismos de la ordenación social... ha culminado en los preceptos relativos a la cuestión religiosa. El acuerdo de los núcleos de mayoría dio por resultado la redacción de un artículo netamente persecutorio, disfrazado con apariencias de medida salvadora del régimen. (...) Denegado a la Iglesia católica y a sus instituciones un régimen de derecho común de simple ciudadanía, con quebranto de los más elementales derechos del hombre... la Constitución que va a aprobarse no puede ser nuestra. (...) Nosotros levantamos ya desde ahora, dentro de la ley, la bandera de su revisión. Si en las Cortes nos desentedemos del problema, lo llevamos sin rebozo ante la opinión en una intensa campaña que desde ahora iniciamos. (...) Dirigimos a los católicos un llamamiento enérgico y apremiante a la acción. La Constitución política, nutrida de espíritu sectario, no existe para nosotros. Frente a ella, todos unidos como hermanos. (...) El esfuerzo que estérilmente habríamos de desarrollar en la elaboración de una Constitución antirreligiosa y antisocial, lo emplearemos en mover a la opinión contra ella

Una vez rechazado el Estatuto de Estella, el autonomismo perdió su interés para los tradicionalistas, ya que no podían utilizarlo como instrumento antirrepublicano y garante de un concordato propio con la Santa Sede. El PNV por su parte, decidió apostar por el posibilismo, aceptando el Estatuto de autonomía dentro del marco republicano, incluso si careciese de alguna competencia concreta. Esta divergencia iba a causar la desaparición del grupo parlamentario. El primer desencuentro público se dio cuando los diputados del PNV decidieron no asistir a un acto en contra de la Constitución convocado por los agrarios en Palencia el 8 de noviembre. El 2 de diciembre, el grupo decidió reincorporarse el día 10, una vez aprobada la Constitución. La unidad de voto del grupo se rompió ese día, al votarse si el católico Niceto Alcalá Zamora se convertía en presidente de la República. El PNV votó a favor. Tradicionalistas y derechistas vasco-navarros se abstuvieron. El PNV hizo pública una nota en la que aclaraban que "su voto implica una aceptación del régimen republicano, que no estiman incompatible con el Estatuto que propugnan". Otro punto de divergencia fue la aceptación por parte del PNV de participar en la vía autonómica regulada por el decreto de Manuel Azaña, en lo que se conocería como el "Estatuto de las Gestoras", en el que también participó Rafael Aizpún, que fue rechazada por Comunión Tradicionalista. Más aún, la votación del Estatuto de Núria que establecía la autonomía catalana en mayo de 1932 mostró de nuevo la divergencia entre los componentes nacionalista vasco y derechista-tradicionalista por la actitud totalmente contraria de estos últimos.
La unidad del grupo se rompió definitivamente cuando Comunión Tradicionalista decidió separarse del proceso autonómico vasco en la Asamblea de Pamplona de 19 de junio de 1932, y cuando a la vez José Luis de Oriol intentó separar Álava del estatuto unitario. En julio de 1932 la Minoría Vasco-Navarra se reunió en Azpeitia con la comisión de alcaldes del País Vasco y se disolvió, aun cuando a efectos parlamentarios, para no perder los cargos en las comisiones parlamentarias, continuó existiendo oficialmente hasta la convocatoria de las elecciones generales de 1933, a la que todos sus componentes se presentaron por separado.